# Vol Delta Air Lines 1141
Le 31 août 1988, un Boeing 727-200 effectuant le vol Delta Air Lines 1141 entre Dallas-Fort Worth au Texas et Salt Lake City dans l'Utah, s'écrase au décollage, tuant 14 des 108 personnes à bord et en blessant 76 autres.
L'enquête du conseil national de la sécurité des transports américain (NTSB) a révélé que les pilotes, distraits par des conversations non pertinentes pour le fonctionnement de l'avion, ont oublié de sortir les volets et les becs pourtant nécessaires pour un décollage en toute sécurité. De plus, l'alarme de configuration décollage, supposé avertir les pilotes d'une mauvaise configuration pour le décollage, n'a pas retenti en raison d'un défaut de maintenance.
L'enquête a également mis en évidence des défaillances au sein de la compagnie Delta Air Lines au niveau de sa gestion des équipages et de ses programmes de formation, ainsi qu'au niveau de la FAA, qui n'avait pas pris des mesures correctives suffisantes pour corriger ses défaillances.

## Avion et équipage

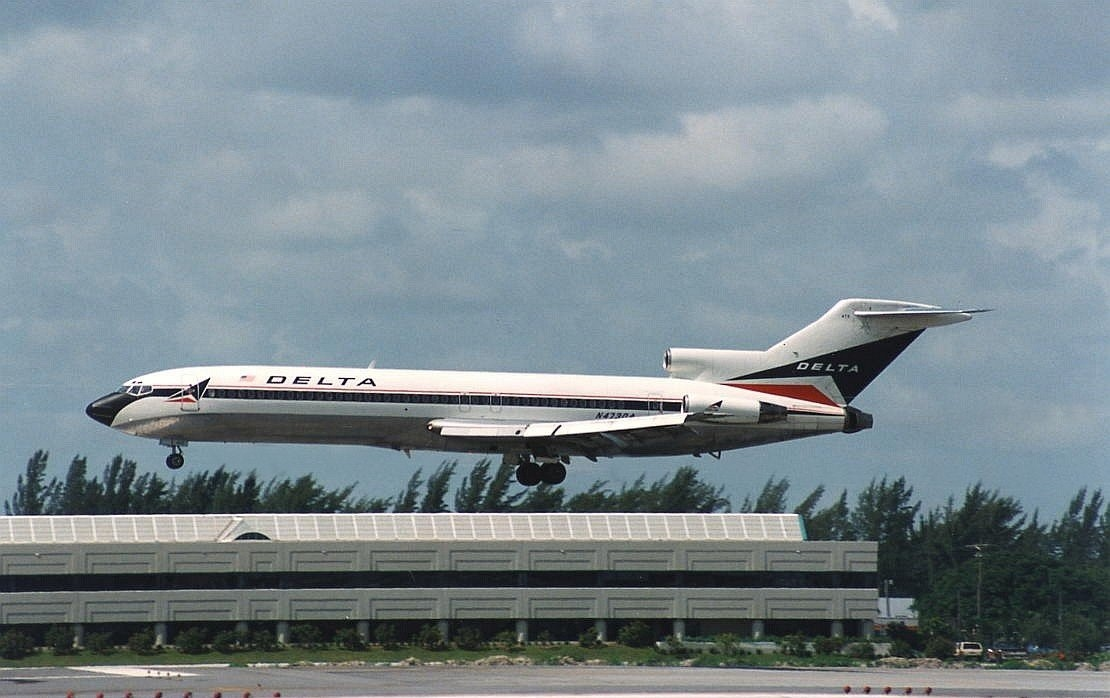
N473DA, l'appareil impliqué, photographié à l'aéroport international de Miami huit jours avant l'accident.

L'appareil impliqué était un Boeing 727-232 Adv, immatriculé N473DA, un triréacteur court/moyen-courrier propulsé par trois turboréacteurs Pratt & Whitney JT8D-15,. Il a été livré à Delta Air Lines en novembre 1973 et était le 992e Boeing 727 à être fabriqué,.
L'équipage du poste de pilotage était composé du commandant de bord Larry Davis, 48 ans, qui comptait 17 000 heures de vol, dont 7 000 sur 727 ; de l'officier pilote de ligne Wilson Kirkland, 37 ans, avec 6 500 heures de vol, dont 4 000 sur 727 ; et du mécanicien navigant Steven Judd, 31 ans, qui comptait 3 000 heures de vol, dont 600 sur 727.
L'équipage de cabine était composé de quatre agents de bord : Dixie Dunn, 56 ans, Diana George, 40 ans, Rosilyn Marr, 43 ans, et Mary O'Neill, 57 ans.

## Accident
Le vol 1141 était un vol régulier de passagers reliant l'aéroport international Jackson-Evers dans le Mississippi à l'aéroport international de Salt Lake City dans l'Utah, avec une escale à l'aéroport international de Dallas-Fort Worth dans le nord du Texas,. Le vol de Jackson à Dallas s'est déroulé sans incident et le vol 1141 est arrivé à l'aéroport Dallas-Fort Worth à 7 h 38 (heure avancée du centre). Pour le vol de Dallas-Fort Worth à Salt Lake City, l'avion comptait 101 passagers et 7 membres d'équipage à bord.
À 8 h 30, le vol 1141 a quitté la porte d'embarquement et a été autorisé par le contrôleur au sol à rouler vers la piste 18L. L'avion a reçu l'ordre de s'aligner sur la piste et de rester en attente pendant une minute en raison de la possibilité de turbulence de sillage avec un autre 727 de Delta Air Lines qui décollait juste avant le vol 1141. L'équipage a demandé de prolonger l'attente à deux minutes, ce qui a été accordé. 
L'équipage a parlé aux agents de bord pendant un moment de ce qu'ils diraient sur l'enregistreur vocal du cockpit en cas de crash. Finalement, cette conversation a cessé lorsque l'équipage a été autorisé à décoller. Le décollage s'est déroulé normalement jusqu'à ce que les roues principales quittent le sol, moment auquel l'avion a commencé un violent mouvement de roulis et l'aile droite s'est abaissée.
La queue de l'avion a brièvement touché la piste et 200 mètres plus loin, l'extrémité de l'aile droite a heurté le sol. L'avion a développé un pompage moteur (en raison d'un manque de flux d'air dans les moteurs) et n'a pas pu prendre d'altitude ou maintenir un vol stabilisé,. À environ 900 pieds (270 mètres) au-delà de l'extrémité de la piste 18L, l'aile droite de l'avion a heurté l'antenne du localizer de l'ILS, ce qui a mis le feu à l'aile et l'a fait commencer à se désintégrer alors que l'avion était encore en vol. L'avion est resté en l'air pendant encore 120 mètres avant de toucher le sol, glissant latéralement et laissant une traînée de débris de 240 mètres de long avant de finalement s'arrêter à 3 200 pieds (980 mètres) de la fin de la piste,. 
Un incendie a éclaté dans la zone de l'aile droite et s'est rapidement propagé et a englouti l'arrière de l'avion,. Le temps de vol total a été de 22 secondes, du décollage au premier impact avec le sol,,,.

## Victimes
94 personnes ont survécu à l'accident, mais deux des quatre agents de bord et 12 des 101 passagers sont décédés dans l'accident,,. Les examens médicaux ont déterminé que tous les décès sauf un étaient dus à l'inhalation de fumée. Un passager, qui avait réussi à s'extraire de l'épave, a tenté de retourner dans l'avion afin d'aider sa femme et d'autres passagers encore coincés à l'intérieur ; il a subi de graves brûlures et est décédé 11 jours après l'accident des suites de ses blessures.
Le commandant Larry Davis, le copilote Wilson Kirkland, deux membres d'équipage de cabine et 22 passagers ont été grièvement blessés. Le mécanicien navigant Steven Judd et 49 passagers ont été légèrement blessés tandis que 18 passagers n'ont pas été blessés. De nombreux passagers ont déclaré que les forces d'impact n'étaient pas sévères et s'étaient concentré principalement vers l'arrière de l'avion. Le commandant a souffert de plusieurs fractures et le copilote a subi une commotion cérébrale,.

## Enquête

### Performances de l'avion
L'enquête du conseil national de la sécurité des transports américain (NTSB) sur l'accident a tenté de reconstituer les performances de l'avion sur la base des rapports des témoins et des survivants. Des témoins ont rapporté que l'avion avait tenté de monter à un angle plus élevé que la normale, et que l'avion avait roulé d'un côté à l'autre et semblait hors de contrôle. Sur la base de l'examen de l'épave, le NTSB a déterminé que la collision avec le réseau d'antennes du localizer du système d'atterrissage aux instruments (ILS) à environ 900 pieds (270 mètres) au-delà de l'extrémité de la piste 18L avait entraîné la rupture de l'avion. Une fuite de kérosène a déclenché un incendie qui a rapidement englouti le fuselage et le moteur n°3 s'est séparé de l'empennage.
Les passagers ont rapporté que l'avion semblait trembler violemment au décollage. Des témoins au sol ont affirmé que l'un des moteurs était en feu, mais bien que le moteur ait été fortement écrasé par l'impact au sol, il n'y avait aucun signe d'incendie ou de dégât de chaleur. Les responsables de Delta ont rapidement réagi aux questions sur l'état de fonctionnement et de maintenance du 727 en soulignant que les moteurs d'origine de 1973 (lorsque l'avion a été initialement acheté par la compagnie aérienne) avaient été remplacés ces dernières années par un modèle plus récent qui fonctionnait plus silencieusement et utilisait moins de carburants. Ils ont également déclaré qu'il n'y avait aucun problème mécanique ou d'entretien connu avec l'avion avant le vol (la vibration signalée par les passagers était due au pompage moteur).
Le NTSB a examiné pourquoi l'avion n'était pas en mesure de prendre de l'altitude une fois qu'il avait quitté la piste. Après avoir effectué des études de performances de l'avion, le NTSB a déterminé que les événements du vol 1141 ne pouvaient être expliqués que par l'avion qui tentait de décoller sans que ses volets et ses becs ne soient déployés dans la configuration de décollage appropriée. L'instabilité et le roulis soudain de l'avion vers la droite étaient conformes aux performances connues du Boeing 727, volets et becs rentrés. Le commandant de bord a continué de tirer sur les commandes de vol pour tenter de maintenir le nez de l'avion levé, ce qui a créé des turbulences sur le moteur monté à l'arrière et provoqué un pompage. Cependant, le NTSB a conclu que le pompage n'aurait pas réduit de manière significative la poussée des moteurs et que l'échec de l'avion à gagner de la vitesse était dû à la traînée aérodynamique de l'avion en raison de l'angle d'attaque élevé, plutôt qu'à une perte de poussée du moteur.
L'examen de l'enregistreur de données de vol (FDR) n'a pas été d'une grande aide pour l'enquête. En effet, ce dernier était un modèle ancien et n'enregistrait que très peu de paramètres quant à l'altitude de l'avion, sa vitesse, son cap et quelques indications concernant les moteurs, mais aucun paramètre concernant les volets n'étaient enregistrés.
Le NTSB a examiné l'enregistreur vocal du cockpit (CVR) et a noté qu'aucun pilote n'a annoncé le déploiement des volets, et les enquêteurs n'ont pas non plus entendu le bruit du mouvement du levier des volets. Le NTSB a estimé qu'il était extrêmement improbable qu'un pilote ait déplacé les volets ou les becs sans annoncer l'action au reste de l'équipage. Sur la base de l'échec de l'avion à prendre de l'altitude à la vitesse de décollage, de son instabilité en roulis et de l'absence de sons indiquant que les volets ou les becs étaient déployés, le NTSB a déterminé que l'échec de l'avion à prendre de l'altitude résultait de l'échec de l'équipage du cockpit à déployer les volets et les becs comme requis par la check-list avant le vol.
Les enquêteurs ont examiné les débris à la recherche de preuves concernant la position du mécanisme des volets. Le NTSB a déterminé que « les positions des vérins à vis sans fin étaient conformes aux autres preuves physiques que les volets de bord de fuite étaient rétractés. Ces mécanismes sont d'une conception qui n'est pas susceptible de se déplacer à la suite d'une charge d'impact. »
Alors que l'avion roulait vers la piste pour le décollage, il a été placé en attente par le contrôleur aérien afin de laisser passer plusieurs autres vols au départ et à l'arrivée sur l'aéroport. Dans son rapport, le NTSB explique que : « En raison du retard du décollage et conformément aux procédures de Delta, l'équipage du cockpit a arrêté le moteur n ° 3 et a suspendu l'accomplissement d'une partie des éléments de la check-list de roulage (Taxi) et d'avant le décollage (Before Take-Off) jusqu'à ce que le moteur n ° 3 soit redémarré. Les pilotes ont commencé à redémarrer le moteur lorsqu'ils étaient numéro 4 pour le décollage. Dans les 15 secondes, ils ont reçu l'autorisation du contrôleur de la tour (pour dépasser les autres avions et) pour rouler sur la piste 18L. À ce stade, le CVR montre une différence distincte dans la conduite de l'équipage dans l'accomplissement des check-lists. Apparemment, le mécanicien navigant et le copilote ont reconnu la nécessité de compléter rapidement la check-list restante pour éviter tout retard sur la piste. Ansi, [...], le ton et le comportement des membres d'équipage sont clairement devenus précipités. Ils se sont empressés de terminer les éléments de la check-list alors que l'avion roulait de la voie de circulation F jusqu'à la piste. »
De plus, « lorsque le mécanicien navigant a appelé « volets », le copilote a répondu « Quinze, Quinze, voyant vert », [...]. Cependant, aucun bruit de fond n'a été enregistré sur le CVR [...] et le temps entre l'annonce des éléments de la check-list et les réponses était inférieur à une seconde, avec donc peu de temps pour accomplir les actions requises pour satisfaire la réponse appropriée. »
Sur la base de l'absence de sons d'avertissement sur le CVR, le NTSB a également déterminé que le système d'avertissement de décollage (en) (TOWS) de l'avion, conçu pour alerter l'équipage si les moteurs sont accélérés au décollage sans que les volets et les becs soient correctement réglés, n'a pas alerté les pilotes de la mauvaise configuration pour le décollage,. L'interrupteur qui actionnait le TOWS dans l'avion en question avait été modifié antérieurement, conformément aux instructions de Boeing, pour empêcher les activations intempestives pendant le roulage de l'avion,. Une inspection des Boeing 727 à l'échelle de la flotte, ordonnée par la Federal Aviation Administration (FAA) à la suite de l'accident du vol 1141, a identifié 35 anomalies dans le TOWS sur les 1 190 appareils examinés. La FAA avait recommandé que le TOWS du Boeing 727 soit remplacé d'un système activé par les gaz de l'avion par un système activé par le rapport de pression du moteur (en) (EPR), et alors que Delta possédait des Boeing 727 qui avaient un TOWS activé par EPR, il s'agissait tous d'avions que Delta avait acquis auprès d'autres compagnies aériennes, et Delta n'avait pas converti ses propres appareils avec un système activé par EPR,. Le NTSB a conclu que le TOWS ne s'était pas activé parce qu'il avait un problème intermittent qui n'a pas été détecté ou corrigé lors de la dernière opération de maintenance de l'avion,.

### Performances de l'équipage et de la compagnie aérienne
Le NTSB a enquêté sur la relation entre les performances de l'équipage et les événements de l'accident. Les règlements de la FAA exigent un cockpit stérile avant le décollage, ce qui signifie qu'il ne doit y avoir aucune conversation sans rapport avec l'avion et l'exploitation du vol. Cependant, l'enregistreur vocal du cockpit (CVR) a enregistré de nombreuses conversations non essentielles, notamment des conversations sur l'enregistreur vocal lui-même, sur l'accident du vol Continental Airlines 1713 et sur les habitudes de rencontres des agents de bord,,. Le CVR a également montré qu'avant le décollage, l'équipage du cockpit était distrait en discutant avec un agent de bord des prochaines élections présidentielles, de mélanges de boissons et de divers autres sujets sans rapport avec le fonctionnement de l'avion. De l'équipage du cockpit, le copilote était le plus activement engagé dans ces conversations non pertinentes, le commandant de bord ne se joignant qu'occasionnellement. Cependant, même si le commandant de bord n'a pas participé activement à ces conversations non pertinentes, il n'a pas non plus empêché les interruptions et conversations répétées du copilote avec l'agent de bord. Le NTSB a déterminé que si le commandant de bord avait joué un rôle plus actif dans la gestion du cockpit, l'accident aurait peut-être été évité.
Peu de temps après une audience du NTSB au cours de laquelle les transcriptions CVR ont été discutées, les trois membres de l'équipage du cockpit ont été licenciés de Delta,. Cependant, la compagnie aérienne elle-même a également été mise en cause. Le NTSB a déterminé que Delta n'insistait pas sur une gestion normalisée du cockpit et que les équipages disposaient d'une liberté considérable dans la conduite des opérations du cockpit,. Cette philosophie d'entreprise laxiste a contribué à la mauvaise discipline et aux mauvaises performances de l'équipage du vol 1141,. Le NTSB a également constaté que la FAA était déjà au courant des lacunes dans les opérations de Delta concernant les performances des équipages, mais que ni Delta ni la FAA n'avaient pris des mesures correctives suffisantes pour éliminer les insuffisances de performances déjà connues des équipages de Delta.

### Causes probables
Le 26 septembre 1989, le NTSB a publié son rapport final sur l'accident. Dans celui-ci, il determine deux causes probables de l'accident : 
« (1) une discipline inadéquate dans le poste de pilotage qui a entraîné l'échec de l'équipage du cockpit à sortir les volets et les becs de l'avion à la configuration de décollage appropriée, et (2) l'échec du système d'avertissement de décollage (TOWS) à retentir pour alerter l'équipage que leur avion n'était pas correctement configuré pour le décollage. Contribuant à l'accident : la mise en œuvre trop lente de Delta pour effectuer les modifications nécessaires à ses procédures d'exploitation, manuels, check-lists, formation et programmes de vérification de l'équipage, qui ont été rendues nécessaires par des changements importants dans la compagnie aérienne à la suite d'une croissance rapide. Ayant également contribué à l'accident, l'absence d'action suffisamment agressive de la FAA pour corriger les lacunes connues de Delta et le manque de responsabilité suffisante dans le processus d'inspection des transporteurs aériens de la FAA. »
Un membre du comité du NTSB, Jim Burnett, n'était pas d'accord avec l'énoncé des causes probables du NTSB. Alors qu'il était d'accord avec les faits et les conclusions du rapport d'accident, il croyait que les actions de la FAA et de Delta étaient des causes directes de l'accident et non pas des facteurs contributifs. Jim Burnett a proposé un énoncé de cause probable qui comprenait les deux causes nommées dans le rapport principal, tout en ajoutant une troisième cause probable : 
« Également à l'origine de l'accident, la direction de Delta Air Lines n'a pas su diriger et guider ses équipages par le biais de ses programmes de formation et de contrôle afin de promouvoir et d'encourager des procédures optimales de gestion du poste de pilotage, et l'échec de la FAA à corriger les problèmes connus et les lacunes dans les programmes de formation et de contrôle des équipages de Delta Air Lines. »

## Conséquences
14 recommandations de sécurité ont été émises par le NTSB à la suite de l'accident et de la publication du rapport final,.
Bien que le NTSB ait spécifiquement blâmé le commandant de bord et le copilote pour l'accident,, et n'a pas blâmé Steven Judd, le mécanicien navigant, ce dernier n'a pas pu trouver de travail en tant que pilote professionnel après avoir été licencié de Delta. Ancien pilote de la Marine, Judd a travaillé comme pilote de réserve à la Naval Air Station Dallas (en) puis a finalement été réintégré par Delta.
La diffusion médiatique des bandes du CVR, qui a démontré pourquoi l'équipage n'a pas déployé les volets et les becs de l'avion pour le décollage, a provoqué un tollé de la part des pilotes, et les publications ultérieures des données tirées des CVR ont été restreintes par la loi et soigneusement examinées par le NTSB. La loi interdit depuis de diffuser les enregistrements provenant du CVR. Bien qu'une exception permette au NTSB de publier des transcriptions liées à une enquête de sécurité, il n'y a aucune exception lui permettant de divulguer des copies des enregistrements réels,,.
Le 2 août 1985, le vol Delta Air Lines 191 s'écrase à l'aéroport de Dallas-Fort Worth, tuant 136 des 163 personnes présentes à bord de l'avion. Après la publication du rapport final, un peu plus d'un an après l'accident, le NTSB a fortement critiqué l'aéroport pour ne pas avoir avisé les services d'urgence des municipalités environnantes dans un temps opportun. Le NTSB a constaté que « plusieurs problèmes » qui, dans des circonstances différentes, « pouvaient nuire au traitement médical et à la survie des victimes d'accidents à l'aéroport »(p77). Des améliorations ont alors été apportées au niveau de l'efficacité et du temps de réponse des services d'urgence à Dallas-Fort Worth mais également dans plusieurs autres aéroports du pays, et à la suite de la publication du rapport final sur l'accident du vol 1141, le NTSB a décrit l'intervention comme une « amélioration significative » des temps de réponse après l'accident du vol Delta 191.

## Médias
L'accident a fait l'objet d'un épisode dans la série télévisée Air Crash nommé « Faille au décollage » (saison 18 - épisode 3).

### Rapport final, Conseil national de la sécurité des transports, 1989
1. ↑  NTSB 1989, p. 7.
2. ↑  NTSB 1989, p. 6.
3. 1 2  NTSB 1989, p. 102.
4. ↑  NTSB 1989, p. 103.
5. 1 2  NTSB 1989, p. 1.
6. 1 2 3 4 5  NTSB 1989, p. 5.
7. 1 2 3  NTSB 1989, p. 2.
8. 1 2 3  NTSB 1989, p. 14.
9. 1 2 3 4  NTSB 1989, p. 70.
10. 1 2  NTSB 1989, p. 16.
11. 1 2 3 4 5  NTSB 1989, p. 30.
12. ↑  NTSB 1989, p. 14, 16.
13. ↑  NTSB 1989, p. 70, 92.
14. 1 2 3  NTSB 1989, p. 71.
15. ↑  NTSB 1989, p. 59.
16. 1 2  NTSB 1989, p. 61.
17. ↑  NTSB 1989, p. 63.
18. ↑  NTSB 1989, p. 36.
19. 1 2  NTSB 1989, p. 40.
20. ↑  NTSB 1989, p. 64.
21. 1 2 3  NTSB 1989, p. 72.
22. ↑  NTSB 1989, p. 73.
23. ↑  NTSB 1989, p. 74.
24. 1 2  NTSB 1989, p. 93.
25. 1 2  NTSB 1989, p. 94.
26. ↑  NTSB 1989, p. 96.
27. ↑  NTSB 1989, p. 99.
28. ↑  NTSB 1989, p. 81, 93.

### Autres sources
1. 1 2  (en) JetPhotos, « N473DA - Boeing 727-232(Adv) - 20750 », sur www.jetphotos.com (consulté le 29 avril 2020).
2. ↑  (en) Federal Aviation Administration, « FAA Registry - Aircraft - N473DA », sur registry.faa.gov (consulté le 29 avril 2020).
3. ↑  (en) Thomas Fensch, Associated Press Coverage of a Major Disaster : The Crash of Delta Flight 1141 [« Couverture par Associated Press d'un désastre majeur : l'accident du vol Delta 1141 »], Routledge, 2015 (réimpr. 2015, 2017) (1re éd. 1989), 458 p. (ISBN 978-1-317-40382-1, OCLC 991643205, lire en ligne), p. 144.
4. 1 2  (en) Aviation Safety Network, « Accident description - Delta Air Lines 1141 », sur aviation-safety.net (consulté le 29 avril 2020).
5. 1 2  (en) Amanda Barnett, « Crew on Ill-Fated Flight 1141 Joked About Possible Crash » [« L'équipage sur le tragique vol 1141 plaisantait à propos d'un possible accident »], sur apnews.com, Associated Press, 2 août 1989 (consulté le 29 avril 2020).
6. ↑  (en) Deseret News, « Delta 1141 had normal trip down runway, pilot says » [« Le vol Delta 1141 a effectué un trajet normal sur la piste, selon le pilote »], sur www.deseret.com, 29 novembre 1988 (consulté le 30 avril 2020).
7. ↑  (en) The Washington Post, « Delta flight 1141: Miracles in the midst of tragedy suggests engine failed, pilots pushed 2 that remained » [« Vol Delta 1141 : des miracles au milieu d'une tragédie suggèrent que le moteur est tombé en panne, les pilotes ont poussé les 2 qui restaient »], sur web.archive.org, Orlando Sentinel, 4 septembre 1988 (version du 29 avril 2020 sur Internet Archive).
8. ↑  (en) Laura Parker, « Delta pilot recalls critical 23 seconds before crash » [« Les pilotes de Delta se souviennent des 23 critiques secondes avant le crash »], sur www.washingtonpost.com, The Washington Post, 1er novembre 1988 (consulté le 29 avril 2020).
9. ↑  (en) United Press International, « Delta flight explodes in Texas killing 13 » [« Un vol de Delta explose au Texas, tuant 13 personnes »], Lodi News-Sentinel, 1er septembre 1988 (consulté le 29 avril 2020).
10. ↑  (en) Associated Press, « Today's flight 1141 never left the ground » [« Le vol 1141 d'aujourd'hui n'a jamais quitté le sol »], The Lewiston Journal, 1er septembre 1988 (consulté le 29 avril 2020).
11. ↑  (en) Chris Kilroy et Per Axelsson, « Special Reports: Delta Air Lines Flight 1141 » [« Rapports spéciaux : vol Delta Air Lines 1141 »], sur web.archive.org, AirDisaster.com (version du 26 juin 2013 sur Internet Archive).
12. ↑  (en) Harihar Krishnan, « A Delta Air Lines jet flying as Flight 1141... » [« Un jet de Delta Air Lines volant comme le vol 1141 ... »], sur www.upi.com, United Press International, 1er septembre 1988 (consulté le 29 avril 2020).
13. ↑  (en) Mike Cochran, « Survivors say escape was miracle » [« Les survivants disent que la sortie était un miracle »], The Fort Scott Tribune, 1er septembre 1988 (consulté le 29 avril 2020).
14. 1 2  (en) Peter Applebome, « Delta Airliner Crashes in Texas; 13 Killed but 94 Get Out Alive » [« Un avion de ligne de Delta s'écrase au Texas ; 13 tués mais 94 sortent vivants »], sur www.nytimes.com, The New York Times, 1er septembre 1988 (consulté le 29 avril 2020).
15. ↑  (en) David Pego, « 13 die as Delta plane fails to fly, crashes at Dallas-Ft. Worth airport » [« 13 morts alors qu'un avion Delta n'a pas réussi à s'envoler et s'écrase à l'aéroport de Dallas-Fort Worth »], Schenectady Gazette, 1er septembre 1988 (consulté le 29 avril 2020).
16. ↑  (en) Deseret News, « The dead, injured and released » [« Les morts, blessés et sorties des hôpitaux »], sur www.deseret.com, 1er septembre 1988 (consulté le 29 avril 2020).
17. ↑  (en) « U.S. Crash Investigators Talk With Flight 1141's Injured Co-Pilot » [« Les enquêteurs américains sur les accidents discutent avec le copilote blessé du vol 1141 »], sur www.latimes.com, Los Angeles Times, 4 septembre 1988 (consulté le 29 avril 2020).
18. ↑  (en) Associated Press, « Investigators seek cause for jet crash » [« Les enquêteurs cherchent la cause du crash »], The Fort Scott Tribune, 1er septembre 1988 (consulté le 29 avril 2020).
19. 1 2 3  (en) Associated Press, « Pilots union requests modification of 727 » [« Le syndicat des pilotes demande des modifications sur le 727 »], The Gainesville Sun, 25 novembre 1988 (consulté le 29 avril 2020).
20. ↑  (en) Richard Witkin, « Plane Inspector Says Safety Directive Was Delayed » [« Un inspecteur d'avion déclare que la directive sur la sécurité a été retardée »], sur www.nytimes.com, The New York Times, 3 décembre 1988 (consulté le 29 avril 2020).
21. ↑  (en) Admiral_Cloudberg, « Words of Warning: The crash of Delta flight 1141 » [« Les mots d'avertissement : le crash du vol Delta 1141 »], sur medium.com (blog), 7 mars 2020 (consulté le 29 avril 2020).
22. ↑  (en) [vidéo] « Delta Flight 1141 Crash Cockpit Voice Recordings », sur YouTube.
23. ↑  (en) United Press International, « Pilots' Talking Cited in Delta Crash Probe » [« La conversation des pilotes citée dans l'enquête sur l'accident de Delta »], sur www.latimes.com, Los Angeles Times, 31 octobre 1988 (consulté le 29 avril 2020).
24. ↑  (en) Deseret News, « Flight 1141 crew joked about dating habits » [« L'équipage du vol 1141 plaisantait sur les habitudes de rencontres »], sur www.deseret.com, 2 août 1989 (consulté le 29 avril 2020).
25. ↑  (en) United Press International, « Delta blames crew for Flight 1141 crash » [« Delta blâme l'équipage pour le crash du vol 1141 »], sur www.upi.com, 19 juillet 1989 (consulté le 29 avril 2020).
26. 1 2  (en) The Dallas Morning News, « Delta accepts blame in '88 crash » [« Delta accepte la responsabilité dans le crash de 1988 »], sur web.archive.org, Sun-Sentinel, 20 juillet 1989 (version du 29 avril 2020 sur Internet Archive).
27. ↑  (en) Deseret News, « Crew blamed in 1988 crash of Delta airliner bound for S.L. » [« L'équipage blâmé dans l'accident d'un avion de ligne de Delta à destination de Salt Lake City en 1988 »], sur www.deseret.com, 27 septembre 1989 (consulté le 29 avril 2020).
28. ↑  (en) Associated Press et al., « Delta Says Error Led to 1988 Crash » [« Delta déclare que des erreurs ont mené au crash de 1988 »], sur www.nytimes.com, The New York Times, 20 juillet 1989 (consulté le 29 avril 2020).
29. ↑  (en) Associated Press, « Crash Crew Member Without Blame, But Can't Get Job » [« Un membre d'équipage relaxé, mais ne peut pas trouver d'emploi »], sur apnews.com, 10 octobre 1989 (consulté le 29 avril 2020).
30. ↑  (en) Delta Air Lines, « Pilot Seniority List » [« Liste d'ancienneté des pilotes »], remarque : identifié comme Judd, S M, date d'ancienneté le 20/11/87, p.36, sur jetcareers.com (consulté le 29 avril 2020).
31. ↑  (en) United States Senate Committee on Commerce, Science, and Transportation, NTSB Authorizations : Hearing Before the Subcommittee on Aviation of the Committee on Commerce, Science, and Transportation, United States Senate, One Hundred First Congress, Second Session, on the Reauthorization of the National Transportation Safety Board [« Autorisations du NTSB : Audition devant le sous-comité de l'aviation de la Commission du commerce, des sciences et des transports, Sénat des États-Unis, cent-unième congrès, deuxième session, sur la nouvelle autorisation du conseil national de la sécurité des transports »] (publication gouvernementale), Washington, U.S. Government Printing Office, 1990, iii-40 (OCLC 681302895, lire en ligne), p. 37.
32. ↑  (en) Dave Alden, « Will NTSB Release CVR Tapes? » [« Le NTSB publiera-t-il les bandes des CVR ? »], sur www.legal.com, 8 juillet 2013 (consulté le 29 avril 2020).
33. ↑  (en) Conseil national de la sécurité des transports, « Cockpit Voice Recorders (CVR) and Flight Data Recorders (FDR) » [« Enregistreurs phoniques (CVR) et enregistreurs de données de vol (FDR) »], sur www.ntsb.gov (consulté le 29 avril 2020).
34. ↑  (en) Office of the Law Revision Counsel, « 49 U.S. Code § 1114.Disclosure, availability, and use of information » [« 49 U.S.Code §1114. Divulgation, disponibilité et utilisation des informations »], code des États-Unis, sur www.law.cornell.edu (consulté le 29 avril 2020).
35. ↑  (en) Conseil national de la sécurité des transports, Aircraft accident report : Delta Air Lines, Inc., Lockheed L-1011-385-1, N726DA, Dallas/Fort Worth-International Airport, Texas, August 2, 1985 [« Rapport d'enquête aéronautique : Delta Air Lines, Inc., Lockheed L-1011-385-1, N726DA, aéroport international de Dallas-Fort Worth, Texas, 2 août 1985 »] (rapport no AAR-86/05), Washington, National Transportation Safety Board, 15 août 1986, iv-164 (OCLC 14392901, lire en ligne [PDF]).
36. ↑  « Air Crash - Faille au décollage, vol 1141 Delta Airlines », sur programme-tv.net (consulté le 29 avril 2020).

### Lecture complémentaire
- (en) Thomas Fensch, Associated Press Coverage of a Major Disaster : The Crash of Delta Flight 1141 [« Couverture par Associated Press d'un désastre majeur : l'accident du vol Delta 1141 »], Routledge, 2015 (réimpr. 2015, 2017) (1re éd. 1989), 458 p. (ISBN 978-1-317-40382-1, OCLC 991643205, lire en ligne).